# Alberto Fermín Zubiría
Alberto Fermín Zubiría, né le 9 octobre 1901 à Montevideo et mort en 1971, est un avocat et homme d'État uruguayen.
Il est le président de l’Uruguay du 1er mars 1956 au 1er mars 1957 (Conseil national du gouvernement).

## Biographie
Membre du Parti Colorado, il est sénateur, député et ministre du Travail et de l'Intérieur.